# Ignasi de Ribot
Ignasi de Ribot i de Balle (Gerona, 1926) es un abogado y político de Cataluña, España.
Nacido en el seno de una familia de terratenientes y tradicionalista, en 1950 se licenció en Derecho por la Universidad de Barcelona, donde coincidió con Carlos Barral, Alberto Oliart, Joan Reventós y Jaime Gil de Biedma, entre otros. Fue el último alcalde del periodo franquista de Gerona. Su trayectoria había sido discreta y no pertenecía a Falange Española y de las JONS, si bien había sido elegido como concejal del ayuntamiento por el tercio sindical como presidente de la Cámara Sindical Agraria.
Su etapa como alcalde coincide parcialmente con el inicio de la Transición política. Accedió al cargo de alcalde en febrero de 1972 y hubo de abandonarlo en 1979 con las primeras elecciones municipales democráticas y libres tras la dictadura. La situación política y social de Gerona como municipio en el tiempo que fue alcalde, coincidía con la de muchos otros ayuntamientos españoles bajo la dictadura en un proceso de declive constante, acentuado por la inacción del régimen frente a la crisis de 1973, así como por la oposición ciudadana a un modelo antidemocrático de gestión pública. Durante la primera visita a Gerona del rey Juan Carlos I en febrero de 1976, propuso la recuperación para la Corona de España del título de Príncipe de Gerona.